# Stizolophus
Stizolophus là một chi thực vật có hoa trong họ Cúc (Asteraceae).

## Loài
Chi Stizolophus gồm các loài: